# Pseudanthias rubrizonatus
Espèce
Pseudanthias rubrizonatus est une espèce de poissons de la famille des Serranidae.